# عبد الرحمن أمان
عبد الرحمن صالح امان عبد الرسول (مواليد 13 أكتوبر 2002، لاعب كرة قدم إماراتي يجيد اللعب كظهير أيمن يلعب مع نادي بني ياس الإماراتي.

## مسيرة اللاعب
لعب في نادي الوحدة ونادي بني ياس.